# 스시
스시(일본어: 寿司 스시[*]) 또는 초밥(醋-)은 일본의 밥 요리이다. 쌀밥에 날생선 등의 해산물이나 달걀 등을 조합한 음식으로, 전통적으로 와사비와 함께 먹는다. 손으로 쥐어 만든 스메시(초를 친 밥)에 생선 등을 얹어 만든 니기리즈시가 대표적이지만, 그 외에도 여러 가지 형태가 있다. 일본의 국민 음식 가운데 하나로 여겨진다.

## 이름
일본어 "스시(寿司)"의 어원은 "시다"는 뜻의 옛 일본어 형용사 "스시(酸し)"이다. 현대 일본어에서 "시다"를 뜻하는 말은 "스이(酸い)"이다. "스시"는 히라가나나 다른 한자를 사용해 "すし", "鮨", "鮓" 등으로 표기하기도 한다.

## 역사
스시의 기원이라고 할 수 있는, 생선과 곡물을 함께 삭혀 보관하는 방법은 농경문화, 더운 날씨와 관련이 깊어 동남아시아에서 민물고기 보존용으로 곡물을 곁들인 것이 시초라고 추정된다.
이후,  스시는 중국 남부에서 일본에 전해진 것으로 여겨지나, 오늘날의 스시와는 다르다. 우리가 오늘날 스시라고 하는 것은 에도시대 중기에 그 전형이 완성되었다. 비와호 주변의 오오미 지방에서는 붕어를 밥에 절이는 방식으로 후나즈시를 만들어 먹고 있다. 단 이때 내장에 채워넣은 밥은 버리고 생선만을 밑반찬으로 먹는다. 한국의 가자미식해도 생선과 곡식(좁쌀)을 함께 염장하는 방식으로 만들어진다. 일본 스시의 시초는 이런 음식에서 출발했다.
간사이 지방에서는 상자에 밥과 생선을 넣고 돌로 눌러 모양을 만든 다음 네모나게 썰어서 먹었다. 돌로 누른다하여 오시즈시 또는 상자에 넣는다 하여 하코즈시라고도 부른다. 현대의 일본 스시는 손으로 쥐어 만들기 때문에 니기리즈시라고 부르기도 하고, 에도에서 만들어졌다하여 에도마에즈시라고 부른다. 스시라는 이름은 본래 발효된 생선에서 신맛이 났기 때문에 붙여졌다는 견해도 있는데(일어로 '스'는 식초를 뜻함), 16세기 이후 양조 식초가 발전하면서 17세기 생선의 발효 대신 식초를 사용하여 숙성과정을 거치지 않은 스시가 만들어졌고 1820년 경에 생선과 스시를 조합시키는 현대식 스시가 생겨났다. 즉 만드는데 2~3일 걸리는 오시즈시를 빠르게 만들기 위해서 식초를 치고 간을 해서 만들어 냈다. 거기에 나무상자에 채워넣고 눌러두는 것조차 기다릴 수 없어 밥을 손으로 눌러 만든 후 조미한 생선을 얹은 하야즈시가 생겨났다. 그러나 지금도 스시를 만든다(츠쿠루)고 하지 않고 젓갈처럼 담근다(츠케루)는 표현을 사용하고, 스시 식당 주방을 '담그는 장소(츠케바)'라고 부르고 있다. 스시에 사용되는 생선은 보통 날 것(활어)이 아니고 숙성된 것(선어)이다.

## 종류
쌀밥이 젖산 발효되어 신맛을 내게 되는 나레즈시, 이즈시 등과 쌀밥에 식초로 간을 해 신맛을 낸 스메시에 주재료를 조합한 종류가 있다. 식사로 먹는 것은 주로 후자이다.
- 니기리즈시(握り寿司): (제목초밥) 스메시를 손으로 쥐어 뭉친 다음 생선, 달걀 등의 재료를 올려 만든 스시이다.
- 마키즈시(巻き寿司): (김초밥) 김 등의 재료로 스메시와 생선, 채소 등을 싼 스시이다. 호소마키, 후토마키, 테마키, 군칸마키, 우라마키 등이 있으며, 캘리포니아 롤도 마키즈시의 일종이다. 김으로 싼 것은 노리마키라 부른다.
- 오시즈시(押し寿司): (누름초밥) 틀에 스메시를 채우고 생선 등을 올린 다음 눌러서 네모난 모양으로 만든 스시이다.
- 지라시즈시(ちらし寿司): 스메시 위에 생선, 달걀, 김 등의 재료를 흩뿌리듯 올려 내는 음식이다.

그 외에도 이나리즈시(유부초밥) 등의 다양한 스시가 존재한다.

## 인증 제도
일본 정부 주도로 스시에 대한 인증제도 시행에 있어서 음식 국수주의라는 비판이 있다. 인증제도에 대해 일본 농수성은 "식재료나 조리법이 본래의 일식과 동떨어진 요리를 제공하고 있는 일식 식당이 증가하고 있기 때문"이라고 이유를 밝혔다. 하지만 예산확보 문제로 인해 인증제도 실행여부는 불투명하다.

## 사진

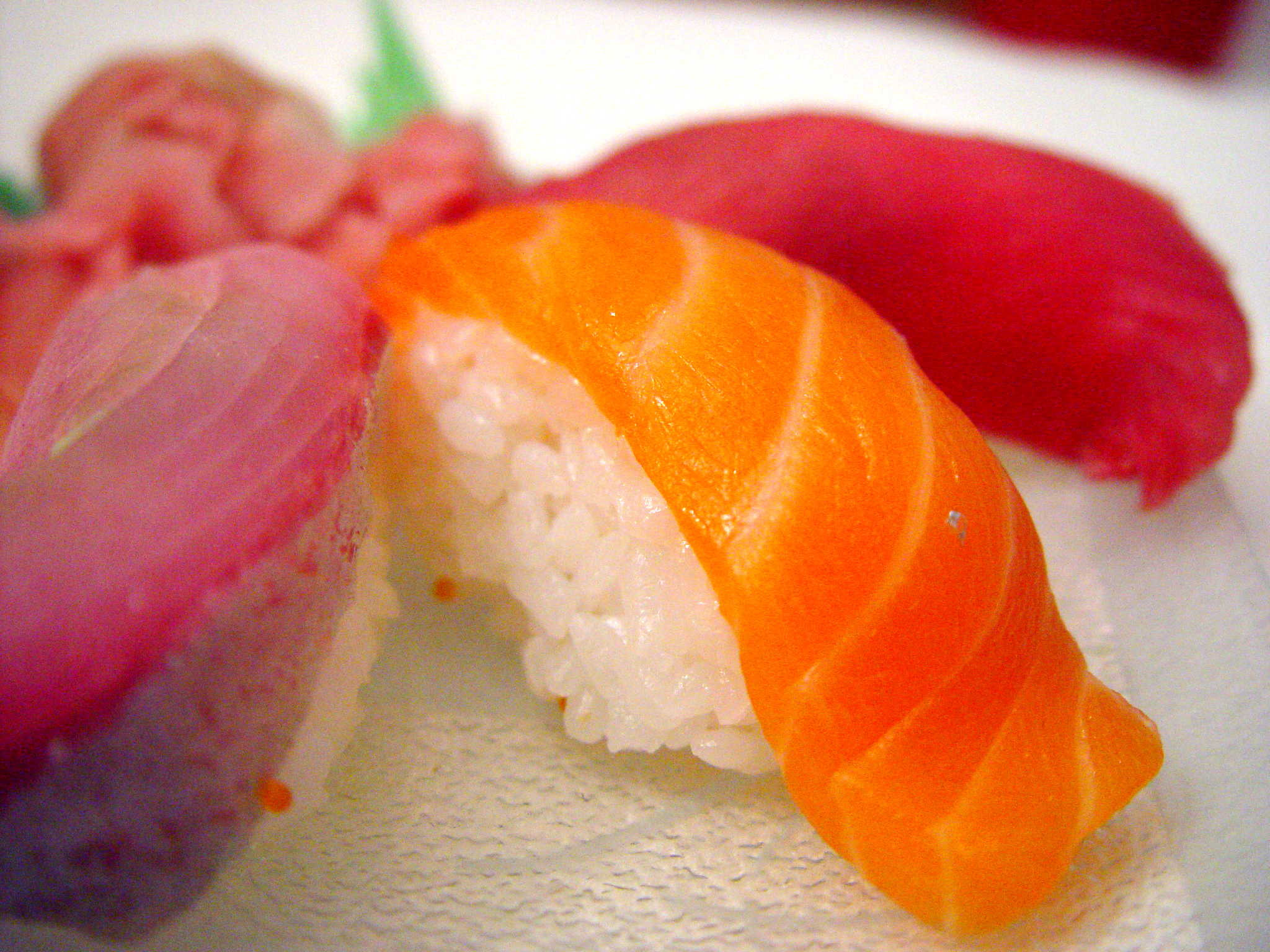
니기리즈시
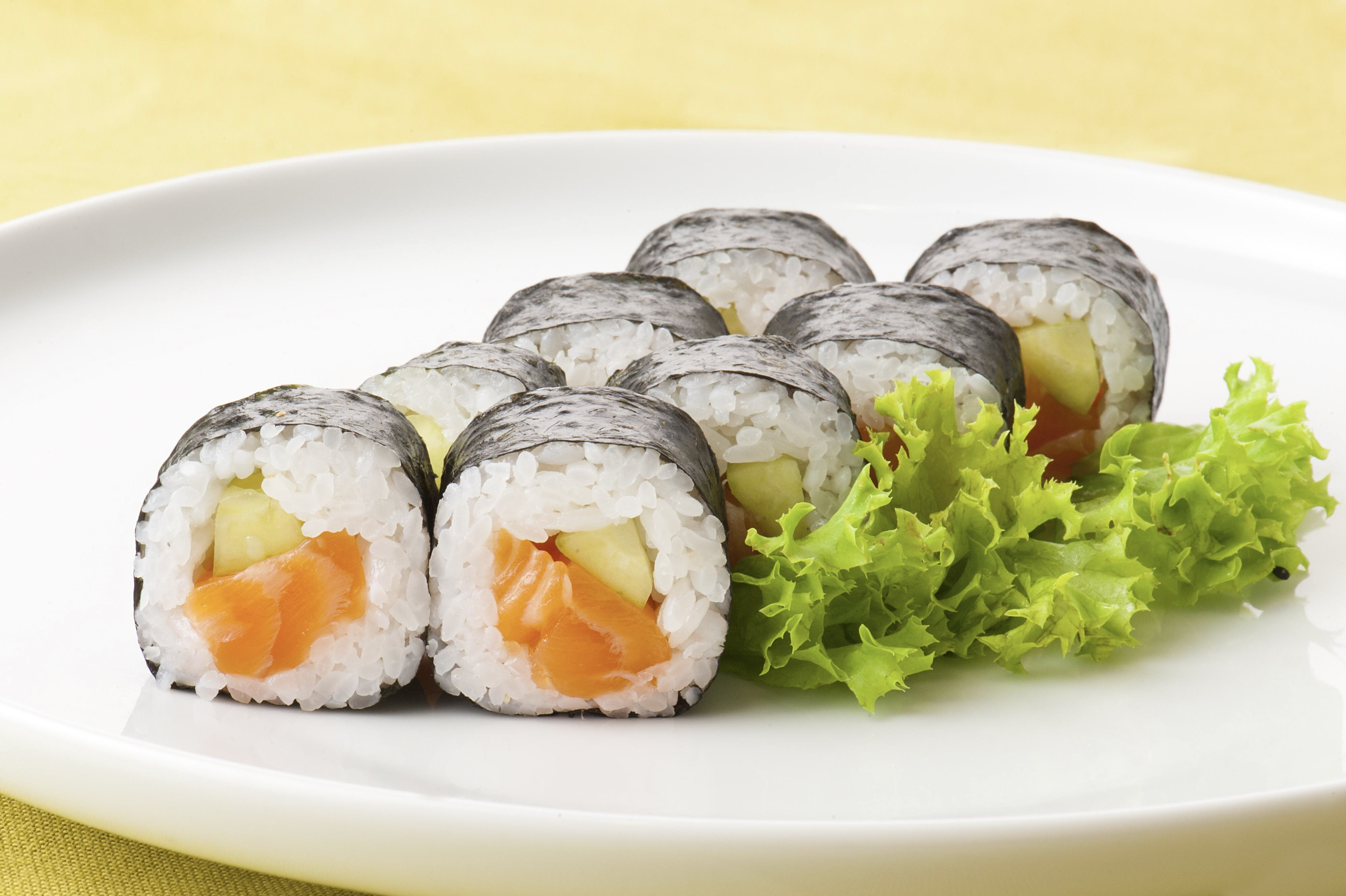
마키즈시
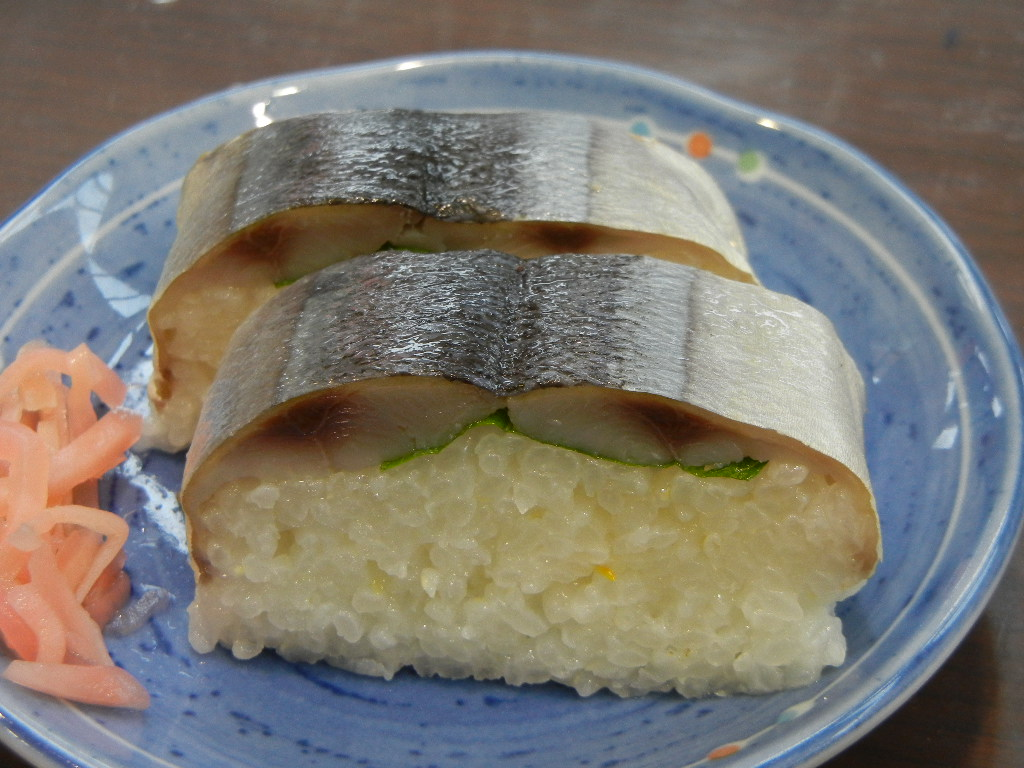
오시즈시
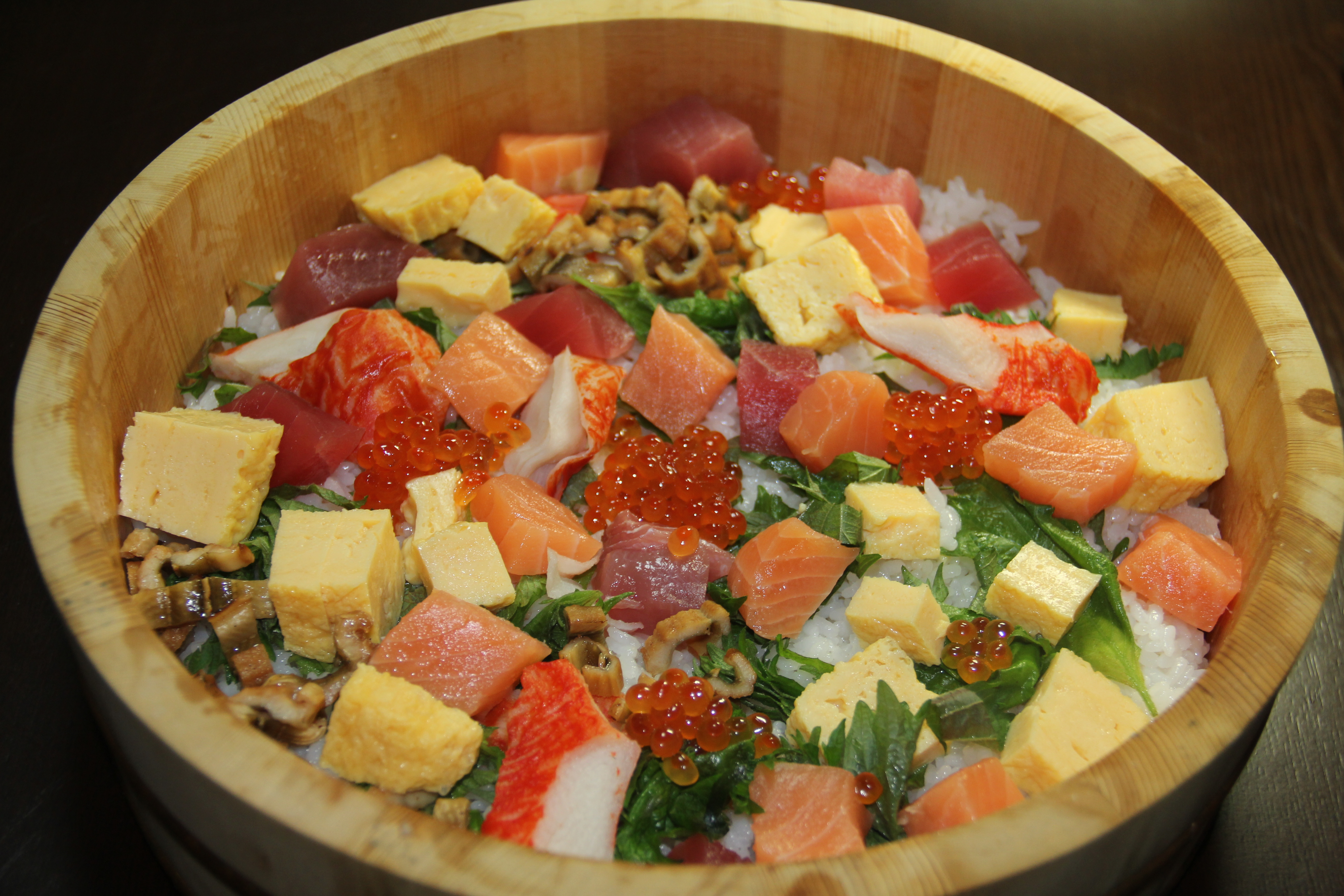
지라시즈시

## 같이 보기
- 사시미
- 오마카세
- 회전 초밥